# David Humphrey
David Humphrey (ur. 7 czerwca 1973 roku) – amerykański aktor oraz komik, znanym szerszej publiczności jako Frankie z Forever Plaid. Humphrey zagrał ponadto Benjamina Franklina.
David Humphrey przypadkowo otrzymał rolę Shadowa w grze Sonic Adventure 2 w 2001 r., gdy wraz ze swoim współpracownikiem i dobrym przyjaciela z planu filmowego Forever Plaid, Ryanem Drummondem, udali się na casting i zdobyli role dwóch rywalizujących jeży.
Z powodu popularności wśród fanów aktor postanowił mocniej zaangażować się w rolę czarnego jeża i zapragnął wziąć udział w kolejnych odsłonach gier firmy Sega: Sonic Heroes i Sonic Battle. Ostatecznie korporacja zadecydowała o ujednoliceniu głosów w nadchodzącym serialu Sonic X i w grach, szczególnie do nadchodzącej produkcji Shadow the Hedgehog. Humphrey został zastąpiony przez Jasona Griffitha, który przejął również rolę Ryana Drummonda jako Sonica.

## Gry z jego udziałem
- Sonic Adventure 2
- Sonic Battle
- Sonic Heroes